# Coupe de France 2023 (wielrennen)
De Coupe de France kende in 2023 zijn 32e editie. Het is een regelmatigheidscriterium in Frankrijk. Het seizoen werd traditioneel geopend met de GP La Marseillaise. Het seizoen werd afgesloten met de Ronde van de Vendée. Er waren in totaal 17 wedstrijden onderdeel van dit criterium.
Titelverdediger van dit criterium is Julien Simon. Deze editie werd gewonnen door Paul Penhoët die na de laatste wedstrijd de leiding overnam van Arnaud De Lie. Het  jongerenklassement werd eveneens gewonnen door Penhoët. Het algemene ploegenklassement werd dit jaar gewonnen door Cofidis.

## Resultaten
| Datum        | Wedstrijd                                     | Winnaar           | Ploeg                       |
| ------------ | --------------------------------------------- | ----------------- | --------------------------- |
| 29 januari   | GP La Marseillaise (uitslag)                  | Neilson Powless   | EF Education-EasyPost       |
| 16 maart     | GP Denain (uitslag)                           | Sebastián Molano  | UAE Team Emirates           |
| 18 maart     | Classic Loire-Atlantique (uitslag)            | Axel Zingle       | Cofidis                     |
| 19 maart     | Cholet-Pays de la Loire (uitslag)             | Laurence Pithie   | Groupama-FDJ                |
| 26 maart     | La Roue Tourangelle (uitslag)                 | Rory Townsend     | Bolton Equities Black Spoke |
| 31 maart     | Route Adélie de Vitré (uitslag)               | Fredrik Dversnes  | Uno-X Pro Cycling Team      |
| 11 april     | Parijs-Camembert (uitslag)                    | Valentin Ferron   | TotalEnergies               |
| 16 april     | Ronde van de Doubs (uitslag)                  | Jesús Herrada     | Cofidis                     |
| 6 mei        | Grote Prijs van Plumelec (uitslag)            | Arnaud De Lie     | Lotto-Dstny                 |
| 7 mei        | Tro Bro Léon (uitslag)                        | Giacomo Nizzolo   | Israel-Premier Tech         |
| 13 mei       | Ronde van de Finistère (uitslag)              | Paul Penhoët      | Groupama-FDJ                |
| 14 mei       | Boucles de l'Aulne (uitslag)                  | Greg Van Avermaet | AG2R-Citroën                |
| 30 mei       | Mercan’Tour Classic Alpes-Maritimes (uitslag) | Richard Carapaz   | EF Education-EasyPost       |
| 13 augustus  | Polynormande (uitslag)                        | Arnaud De Lie     | Lotto-Dstny                 |
| 10 september | GP Fourmies (uitslag)                         | Tim Merlier       | Soudal-Quick Step           |
| 17 september | GP van Isbergues (uitslag)                    | Matteo Moschetti  | Q36.5 Pro Cycling Team      |
| 1 oktober    | Ronde van de Vendée (uitslag)                 | Arnaud Démare     | Arkéa Samsic                |

## Eindklassement
| Positie | Naam              | Ploeg                       | Punten |
| ------- | ----------------- | --------------------------- | ------ |
| 1       | Paul Penhoët      | Groupama-FDJ                | 166    |
| 2       | Arnaud De Lie     | Lotto-Dstny                 | 135    |
| 3       | Valentin Ferron   | TotalEnergies               | 120    |
| 4       | Axel Zingle       | Cofidis                     | 120    |
| 5       | Clément Venturini | AG2R-Citroën                | 114    |
| 6       | Laurence Pithie   | Groupama-FDJ                | 103    |
| 7       | Arnaud Démare     | Arkéa-Samsic/2023           | 89     |
| 8       | Matteo Moschetti  | Q36.5 Pro Cycling Team/2023 | 75     |
| 9       | Fredrik Dversnes  | Uno-X Pro Cycling Team      | 75     |
| 10      | Jesús Herrada     | Cofidis                     | 73     |